# Група ваздухопловних дивизија НОВЈ
Група ваздухопловних дивизија НОВЈ је био партизанска формација у саставу Народноослободилачке војске и партизанских одреда Југославије током Другог светског рата у Југославији.

## Историјат
Формирана је 29. децембра 1944. од 11. ловачке и 42. јуришне ваздухопловне дивизије и 9. обласне ваздухопловне базе. Од 17. јануара до 17. марта 1945. штабови 11. ваздухопловне дивизије и 9. обласне ваздухопловне базе били су оперативно потчињени Штабу 42. ваздухопловне дивизије. Чланови Штаба Групе ваздухопловних дивизија, са седиштем у Светом Ивану код Апатина, одређени су наредбом министра народне одбране ДФЈ бр. 46 од 17. марта 1945. Група је била наоружана ловачким авионима Јак-1 (претежно), Јак-3 и Јак-9 и јуришним авионима Ил-2. Бројно стање Групе дивизија, у децембру 1944, било је близу 5500 људи и 258 авиона (123 ловачка, 125 јуришних, и 10 авиона и везу По-2). Људство су сачињавали совјетски и југословенски ваздухопловци. Јединице су у почетку биле дислоциране на оперативним аеродромима Лаћарак код Сремске Митровице (421. јуришни ваздухопловни пук), Нови Сад (422. и 423. јвп и 111. ловачки ваздухопловни пук), Велики Радинци код Руме (112. лвп), Рума (113. лвп). Група је у јануару подржавала јединице 1. југословенске армије на Сремском фронту у борбама против немачког 34. армијског корпуса. Крајем јануара и у фебруару подржавала је дејства 2. југословенске армије против немачког 91. армијског корпуса на комуникацији Власеница—Зворник—Бијељина. Нарочиту активност испољила је у марту месецу у борбама за ликвидацију немачког мостобрана на реци Драви код Доњег Михољца и Валпова, садејствујући јединицама 3. југословенске армије. Почетком марта пукови Групе дивизија су се налазили на аеродромима Земун (112. лвп и 421. јвп), Нови Сад (111. лвп и 422. јвп) и Рума (113. лвп и 423. јвп). Такав распоред базирања омогућавао је ефикаснију подршку јединице копнене војске. У вези с припремама Југословенске армије за пробој Сремског фронта јединице Групе дивизија крајем марта пребазиране су: на аеродром Купусина код Сомбора 111. лвп и 421. јвп, у Бачки Брестовац 113. лвп и 423. јвп и у Кленак код Шапца 112. лвп и 422. јвп. Ради ефикаснијег садејства 2. југословенској армији, Штаб Групе дивизија формирао је од 112. и 422. пука јужну оперативну авио—групу. Она је подржавала јединице 2. југословенске армије до 10. априла на правцу Брчко—Добој кад су отпочеле припреме целе Групе дивизија за пробој Сремског фронта. Првог дана операције, 12. априла, Група дивизија је у првом удару од 07,30 до 07,55 часова, напала немачке трупе на фронту 1. и 3. југословенске армије у рејонима код Сотина, Вуковара, Валпова, Доњег Михољца, Товарника, Винковаца, Нашица, Отока и Жупање, и знатно олакшала пробој и наступање јединица 1. и 3. југословенске армије (тог дана је извршено 250 авиопрелета). Група је подржавала наступање ових армија до 21. априла, кад је морала да обустави даља дејства због сувише велике удаљености аеродрома од фронта (подесних аеродрома није било на правцима наступања све до Загреба). Међутим, 4. маја пребазирани су 112. лвп и 422. јвп с аеродрома код Шапца на аеродром Мађармечке југозападно од Печуја у Мађарској, одакле су до краја рата подржавали јединице 3. југословенске армије на правцу наступања ка Вараждину. Половином маја Група дивизија је пребазирана на аеродроме Лучко и Плесо код Загреба, осим 111. лвп који је остао у Сомбору и 421. јвп који је упућен на аеродром Рајловац код Сарајева. После капитулације Немачке једино је још 421. пук наставио са борбеним акцијама. Најпре је с аеродрома Рајловац садејствовао 3. корпусу ЈА у разбијању четника у рејонима Калиновика, Фоче, Озима, Тушића, а крајем маја са аеродрома Лаћарак тукао је делове усташлцих групација код Влашке Мале, Оџака и Поточана. Група је извршила укупно 7954 борбена авио прелета и, поред извиђачких задатака, уништила или онеспособила: 3 авиона, 265 противавионских топова, 314 топова, 72 локомотиве, 841 вагон, 2185 камиона, 16 дереглија, 50 десантних чамаца, 5 хангара, 5 мостова, 1509 запрежних кола и 135 складишта војног материјала. За све време борбених дејстава у њеном саставу су радили ловачки и јуришни тренажни курс, на којима се југословенско особље оспособљавало за летачке задатке. За нешто више од 4 месеца је завршило ловачке курсеве и одмах се укључиле у оперативне јединице 134 пилота, а јуришне 140 пилота. Завршетком ратних операција на територији Југославије, совјетско људство повучено је и упућено у СССР.